# Салишев, Эрнст Равильевич
Эрнст Рави́льевич Са́лишев (род. 2 февраля 1977 года, Уфа, Башкирская АССР, РСФСР, СССР) — российский хоккеист, выступавший в высших дивизионах чемпионатов России и Белоруссии.

## Биография
Воспитанник хоккейной школы уфимского «Салавата Юлаева», в котором дебютировал в 1994 году в чемпионате Межнациональной хоккейной лиги.
В 1995—2006 годах представлял клубы высшей российской лиги: альметьевский «Нефтяник» (1995/1996) и его одноклубников из Лениногорска (1998—2001), барнаульский «Мотор» (2001—2005), Кирово-Чепецкую «Олимпию» и орский «Южный Урал» (2005/2006) и екатеринбургскую  «Динамо-Энергию» (2006/2007).
В сезоне 2006/2007 из екатеринбургского клуба перешёл в астанинский «Барыс», игравший в чемпионате Казахстана и в турнире первой российской лиги (в итоге сезона квалифицировался в высшую лигу).